# 菖蒲敦司
菖蒲 敦司（しょうぶ あつし、2001年12月16日 - ）は、山口県光市出身の陸上競技選手。 専門は長距離種目。光市立浅江中学校、山口県立西京高等学校、早稲田大学スポーツ科学部卒業。

## 来歴・人物

### 小学・中学時代
地域のスポ少で野球を始めた傍ら、山口県ジュニアアスリートアカデミーの第3期生として身体能力開発プログラムに参加。中学3年時には、20mシャトルラン走で174回を記録した。これは現在でもなお、アカデミー生の歴代最高記録として残っている。 YAMAGUCHIジュニアアスリートアカデミー - インスタグラム
光市立浅江中学校では野球部に所属し、持ち前の俊足と守備力を買われ1年秋より外野手として試合に出始める。野球部が主活動ではあったが、長距離走でも実力があったため、駅伝大会が行われる冬季のみ駅伝部と兼部という2年間を過ごした。中学3年時には『1番・捕手』として主将も務め、県大会への出場を果たす。野球部引退後から駅伝部専任となった。
高校野球か陸上競技かというところでの葛藤があったが、最終的には世界を目指せるということで高校からは陸上競技一本に絞ることを決意した。

### 西京高校時代
2017年に山口県立西京高等学校に進学。高校1年時には1500mで県大会優勝、中国総体5位でインターハイ出場を決める。秋に行われたえひめ国体では少年B3000mへ県代表選手として出場し7位入賞を果たす。全国高校駅伝では2区を走り区間12位とまずまずの走りを見せた。しかし、都大路以前から感じていたという足の痛みから、都道府県駅伝への出走は回避した。
高校1年時冬より、3000mSCへの挑戦を駅伝部顧問の二宮啓教諭から勧められるようになる。これは部活動ではなく、体育科教諭の二宮が授業でハードル走を行った際にその適性を見抜いたものである。2018年シーズンより3000mSCにも取り組み始めたが、結果として県総体優勝、中国総体2位、インターハイ3位（日本人1位）と多くのタイトルを獲得した。秋には日体大記録会に参加し、5000mで当時の世代最速記録を樹立。順風満帆で全国高校駅伝を迎えたが、都大路の1区では31分10秒、区間27位と撃沈してしまった。それでも年明けの都道府県駅伝では花の1区にエントリーされると、スローペースの中からラスト1キロ、ラスト500mと2段階スパートを効かせて区間賞を獲得した。なお、この際の20分32秒という記録は歴代1区区間賞の最遅タイムであり、スローペースからの切り替えという菖蒲が得意とする展開にハマった区間賞とも言えるだろう。
最終学年はケガに苦しんだが、総体では1500m、3000mSCの両種目で入賞を果たす。県勢での2種目入賞は櫛部静二（1989年・宇部鴻城高）以来30年ぶりの快挙であった。その後の国体では、春・夏季に距離が踏めていなかったことも影響し少年A5000mでは入賞できずに終わってしまった。しかし、徐々に距離を踏み調子を上げ迎えた11月の日体大記録会では10000mにエントリーすると、「都大路の調整の一環」であったため、9000mまでは1キロ2分55秒のイーブンで走ったが、ラスト1キロでスパートし28分58秒でフィニッシュ。10000mでの28分台を記録した。

### 早稲田大学時代
1年次
2020年4月に早稲田大学に進学。同期には辻文哉や栁本匡哉がいる。11月の第52回全日本大学駅伝では5区に出走。4区の太田直希から2位明治大学と52秒差のトップで襷を受け取るが、1分17秒差の4位で襷を受け、区間記録ペースで追い上げて来た青山学院大学の同学年佐藤一世に10秒差まで縮められてしまう。チームは6区で逆転を許してしまい、総合5位に終わり、自身の成績も区間9位と不本意な結果に終わった。2021年1月に開催された第97回箱根駅伝は3区にエントリーされるも当日変更で中谷雄飛に変更された。
2年次
10月の第33回出雲駅伝は1区へ出走し、区間賞を取った青山学院大学の近藤幸太郎と4秒差の区間2位の快走を見せた。11月に行われた第53回全日本大学駅伝は4区に出走。3区の中谷雄飛からトップ東京国際大学と1分1秒差の2位で襷を受けると区間5位の走りでトップとの差を37秒まで縮める快走を見せ、チームは5区でトップに立つが、6区のブレーキが響き6位に終わった。1月2日の第98回箱根駅伝では大会直前に起きた疲労骨折によりエントリーされなかった。

## 選手としての特徴
ラストのスピードで勝ち切るタイプであり、トラックレースでは後ろから展開することが多い。1500mから10000m、またロードにおいても様々なコースに対応できる一方で、ケガがちで練習が積めず、安定して成績を残していくことが課題である。

## 主な戦績
・高校1年時
- 国体少年B3000m 7位 8分37秒

・高校2年時
- 総体3000mSC 3位 8分59秒81

・高校3年時
- 総体1500m 7位 3分48秒20
- 総体3000mSC 4位 9分23秒22
- 国体少年A5000m 9位 14分17秒

・2021年
- 日本選手権陸上3000SCに出場、8分37秒24、10位。

### 駅伝成績
・中学3年時
- 第22回都道府県対抗男子駅伝 6区7位 8分46秒

・高校1年時
- 第68回全国高等学校駅伝競走大会 2区12位 8分26秒

・高校2年時
- 第69回全国高等学校駅伝競走大会 1区27位 31分10秒
- 第24回都道府県対抗男子駅伝 1区区間賞 20分32秒
- 第82回中国山口駅伝 1区5位（高校生1位）45分36秒

大学駅伝
| 学年               | 出雲駅伝                    | 全日本大学駅伝               | 箱根駅伝                           |
| ------------------ | --------------------------- | ---------------------------- | ---------------------------------- |
| 1年生 （2020年度） | 第32回 （開催中止）         | 第52回 5区-区間9位 36分54秒  | 第97回 ― - ― 出走なし              |
| 2年生 （2021年度） | 第33回 1区-区間2位 23分45秒 | 第53回 4区-区間5位 34分21秒  | 第98回 ー − － 出走なし            |
| 3年生 （2022年度） | 第34回 - - - 不出場         | 第54回 6区-区間15位 38分58秒 | 第99回 9区-区間9位 1時間09分12秒   |
| 4年生 （2023年度） | 第35回 - - - 出走なし       | 第55回 5区-区間12位 37分49秒 | 第100回 9区-区間11位 1時間10分22秒 |

## 自己記録
- 1500m - 3分46秒01 （2020年7月26日：早大記録会）
- 3000m - 8分07秒94 （2020年9月30日：早大記録会）
- 5000m - 13分52秒46 （2021年7月17日：ホクレンディスタンス千歳大会）
- 10000m - 28分58秒10 （2019年11月30日：日体大記録会）山口県高校記録
- 3000mSC - 8分28秒16 （2023年6月2日：日本選手権）日本人学生歴代6位

※水濠なしではあるが、2019年4月21日の山口県高校総体山防地区予選にて8分57秒74を記録